# 5767 Moldun
5767 Moldun (1986 RV2) là một tiểu hành tinh vành đai chính được phát hiện ngày 6 tháng 9 năm 1986 bởi E. Bowell ở Flagstaff.